# François Auguste Damas
Pour les articles homonymes, voir Damas (homonymie).
François Auguste Damas est un général français de la Révolution et de l’Empire, né le 2 octobre 1773 à Paris et mort à 38 ans le 7 septembre 1812 lors de la bataille de la Moskova, sur la route de Moscou, pendant la campagne de Russie. Il était surnommé le « Bayard de l’armée westphalienne » par ses pairs.
Il est le frère de François-Étienne Damas, brillant général de Napoléon.

## Biographie

### Guerres de la Révolution française
Fils d’Étienne Damas, maître menuisier, et d’Anne Élisabeth, née Courtois, frère du général François-Étienne Damas, il s’engage dans la Garde nationale de Paris fin 1789. À l’armée du Rhin en octobre 1792, il est aide de camp du général Schauenburg et sous-lieutenant le 1er décembre 1792. Aide de camp de son frère François Étienne en octobre 1793, il sert à l’armée des côtes de Brest entre 1793 et 1794, puis à celle de Sambre-et-Meuse de 1794 à 1797 où il reçoit son brevet de capitaine le 25 janvier 1796.

### Campagne d'Égypte de Napoléon
Aide de camp de Kléber en janvier 1798, il part en Égypte où il est nommé provisoirement chef d’escadron en juillet 1798 puis chef de brigade le 29 janvier 1800. Confirmé dans ces grades le 20 juillet 1800, il épouse Caroline Catherine Claire von Nell, dite de Nelle en France, qui lui donne au moins un fils, Étienne Philippe Édouard (1802 - 1869) général de brigade, aide de camp de Jérôme Bonaparte, frère de Napoléon.

### Dans la Grande Armée de Napoléon
Damas sert en 1805 à l’état-major du 1er corps de la Grande Armée. En 1806, il passe au service du royaume de Hollande, et est nommé général-major le 4 mars 1807. Il est décoré chevalier de l'ordre de l'Union et sert jusqu’en 1810. En 1811, il rentre au service du royaume de Westphalie dans l'armée du général Jean-Baptiste Eblé, et est nommé général de brigade.

### Mort au combat pendant la campagne de Russie
Il fait la campagne de Russie à la tête d’une brigade de la division Tharreau qui fait partie du 8e corps commandé par Jérôme Bonaparte puis par Junot. Ses camarades l’appellent le « Bayard de l’armée westphalienne ». Il est fait chevalier de la Légion d'honneur le 22 juin 1811.
Le 7 septembre 1812, il meurt à 38 ans à la bataille de la Moskova.

## Postérité

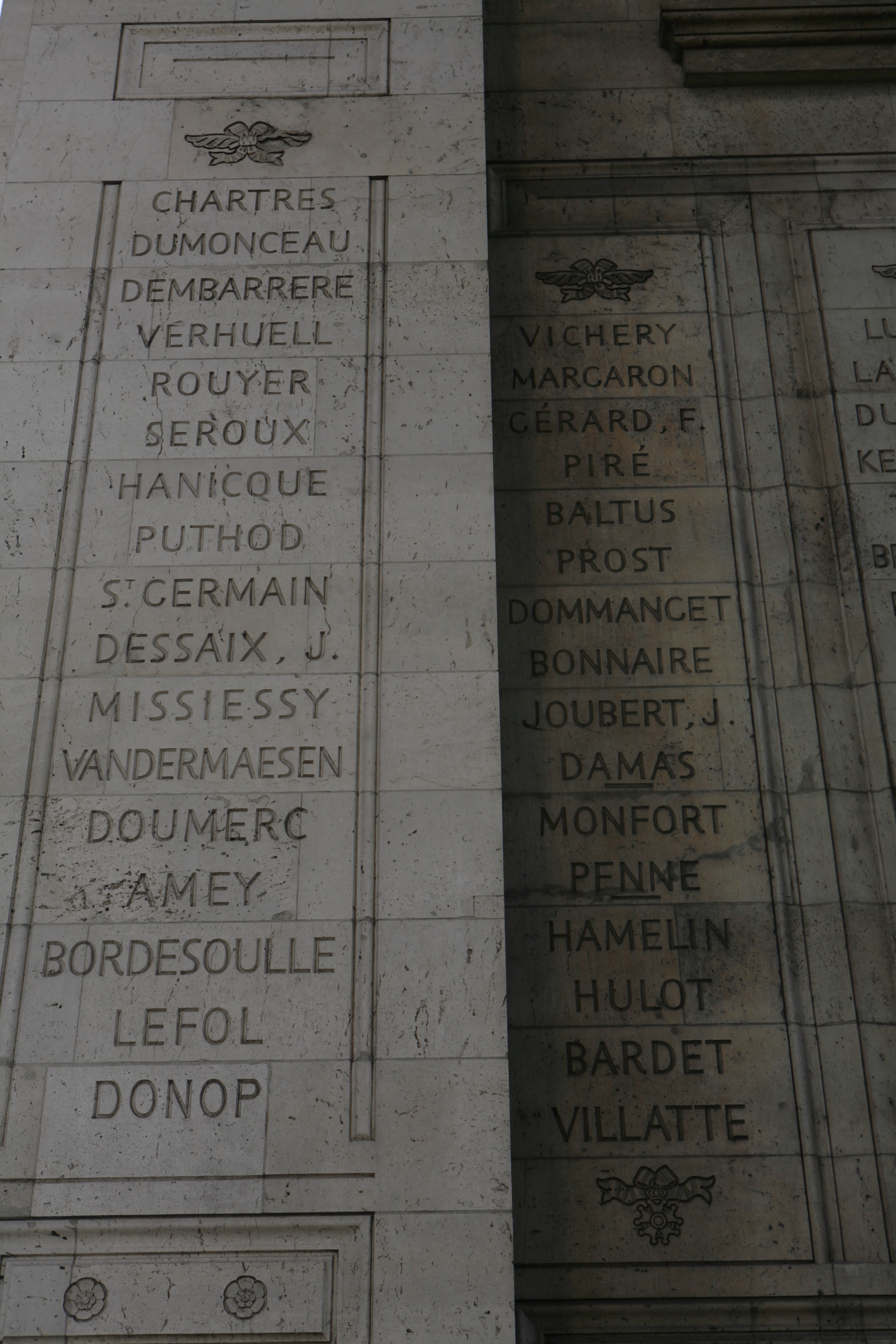
Noms gravés sous l'arc de triomphe de l'Étoile : pilier Ouest, 1ère et 2e colonnes.

Son nom est inscrit en 1841 au côté Nord de l'arc de triomphe de l'Étoile, sur la 2e colonne.